# Henriville
Henriville – miejscowość i gmina we Francji, w regionie Grand Est, w departamencie Mozela.
Według danych na rok 1990 gminę zamieszkiwały 812 osoby, a gęstość zaludnienia wynosiła 206 osób/km² (wśród 2335 gmin Lotaryngii Henriville plasuje się na 430. miejscu pod względem liczby ludności, natomiast pod względem powierzchni na miejscu 1099.).